# Praises to the War Machine
Praises to the War Machine è il primo album del cantante dell'heavy metal band Nevermore, Warrel Dane. pubblicato il 25 aprile 2008. L'album è stato prodotto da Peter Wichers e distribuito dalla Century Media Records.

## Tracce
1. When We Pray - 3:38
2. Messenger (featuring Jeff Loomis) - 3:58
3. Obey - 3:14
4. Lucretia My Reflection - (The Sisters of Mercy cover) - 4:38
5. Let You Down - 3:53
6. August - 3:48
7. Your Chosen Misery 4:09
8. The Day the Rats Went to War - (feat. James Murphy) - 3:37
9. Brother - 3:23
10. Patterns - (Paul Simon cover) - 4:00
11. This Old Man - 3:43
12. Equilibrium - 3:52
13. Everything Is Fading - 4:05 (Traccia bonus)

## Crediti
- Warrel Dane - Voci, compositore di musica e tutti i testi.
- Peter Wichers - Chitarra e Basso nelle canzoni 1, 2, 3, 5, 7, 8, 9 e 11, Produttore, Mixing
- Matt Wicklund - Chitarra e Basso nelle canzoni 4, 6, 10, 12 and 13
- Dirk Verbeuren - Batteria
- James Murphy - Special guest canzone 8
- Jeff Loomis - Special guest canzone 2
- Chris Broderick - Special guest canzone 5
- Mattias Nilsson - Mixaggio
- UE Nastasi - Masterizzazione